# Orenaia helveticalis
Orenaia helveticalis is een vlinder uit de familie grasmotten (Crambidae). De wetenschappelijke naam is voor het eerst geldig gepubliceerd in 1851 door Gottlieb August Wilhelm Herrich-Schäffer.

## Ondersoorten
- Orenaia helveticalis gedralis P. Leraut, 1996 (Franse Pyreneeën)
- Orenaia helveticalis murinalis G. Leraut, 2011 (Franse Alpen)
- Orenaia helveticalis postalbescens Speidel, 1996 (Slovenië)
- Orenaia helveticalis ventosalis Chrétien, 1911

## Verspreiding
De soort komt voor in de berggebieden van Frankrijk, Duitsland, Zwitserland, Oostenrijk, Italië, Slovenië en Spanje. 

## Biotoop
In de Alpen komt deze soort alleen boven de boomgrens voor. In Bern is deze soort op een hoogte van 2960 meter aangetroffen.